# بریتیش کلمبیا رول

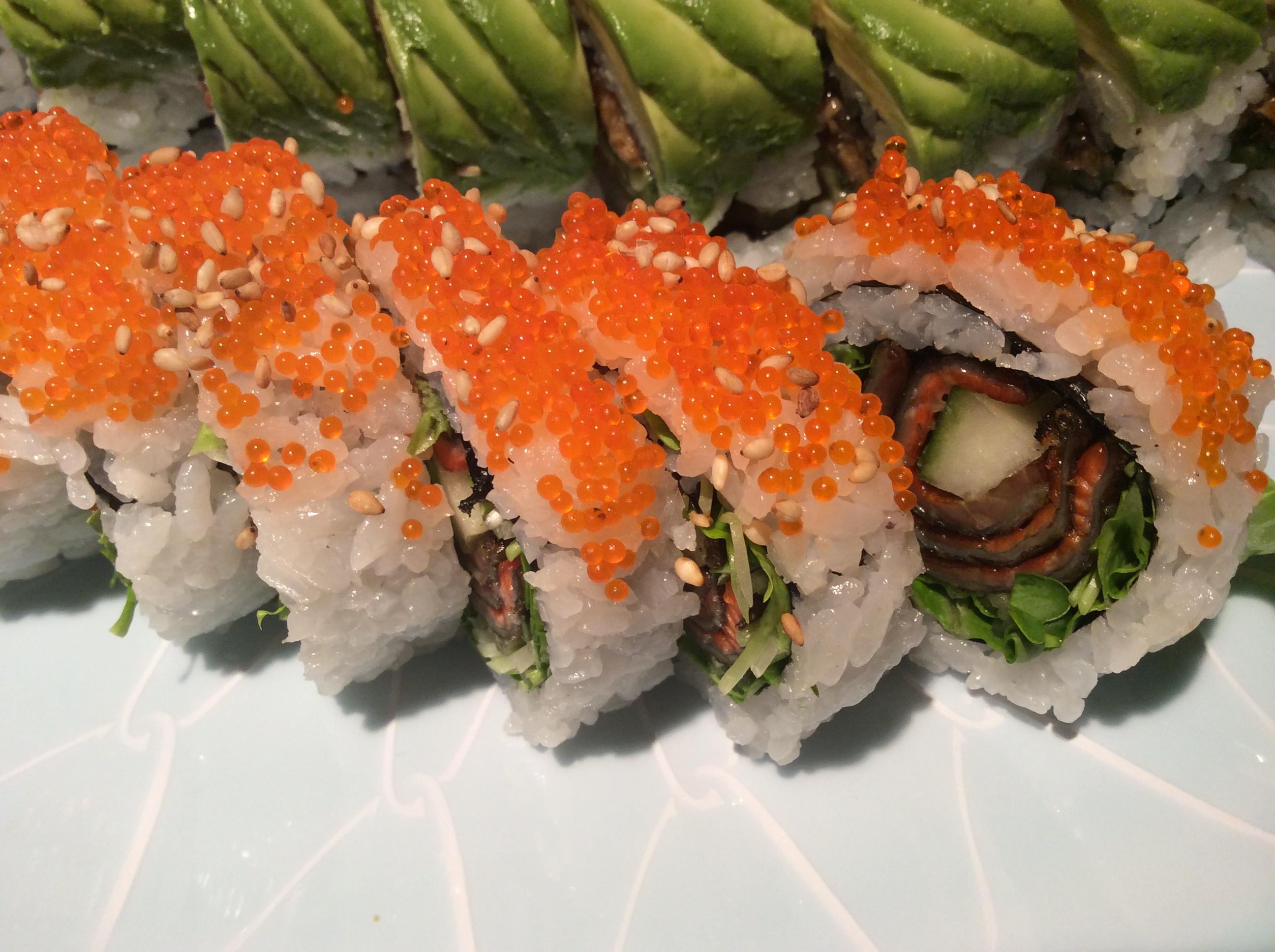

رول بریتیش کلمبیا (انگلیسی: B.C. roll) رول نوعی سوشی است که حاوی ماهی آزاد کبابی یا باربیکیو و خیار است. یکی از انواع سوشی که در آن برنج بیرونی است. اغلب رول حاوی پوست ماهی سالمون کبابی است که با یک سس شیرین پوشیده شده‌است.